# Инглис, Мэддисон
Мэддисон Инглис (англ. Maddison Inglis; род. 14 января 1998, Перт) — австралийская теннисистка. Четвертьфиналистка одного турнира Большого шлема в смешанном парном разряде (Открытый чемпионат Австралии-2023).
Полуфиналистка двух юниорских турниров Большого шлема в парном разряде (Открытый чемпионат США-2015, Открытый чемпионат Австралии-2016); бывшая 57-я ракетка мира в юниорском рейтинге ITF (2015).

## Общая информация
Мэддисон Инглис родилась 14 января 1998 года в городе Перт, штат Западная Австралия, в Австрали.

## Спортивная карьера
В 2019—2024 годах стала победительницей девяти турниров ITF (один из них 100-тысячный ITF W100) в одиночном разряде.
И в 2018—2024 годах стала победительницей ещё восьми турниров ITF в парном разряде.

### 2022
В январе 2022 года получив wild-card она участвовала в парном разряде Открытого чемпионата Австралии вместе со своей соотечественницей Джейми Форлис, где они в первом круге проиграли Грет Миннен и Эллен Перес со счётом 3-6, 1-6.

## Итоговое место в рейтинге WTA по годам
| Год  | Одиночный рейтинг | Парный рейтинг |
| 2024 | 161               | 208            |
| 2023 | 277               | 309            |
| 2022 | 177               | 407            |
| 2021 | 136               | 210            |
| 2020 | 129               | 205            |
| 2019 | 134               | 251            |
| 2018 | 389               | 535            |
| 2017 | 771               | 878            |
| 2016 | 538               | 585            |
| 2015 | 781               | 731            |
| 2014 | —                 | —              |
| 2013 | 1109              | —              |